# صقريات

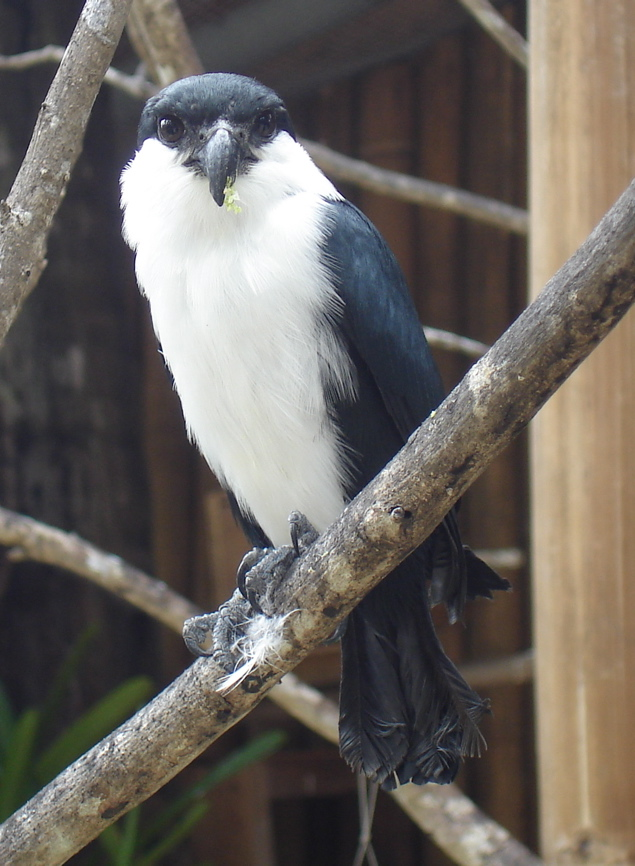
صقر الفلبين

الصقريات فصيلة من الطيور تتبع رتبة صقريات الشكل، تضم حوالي 60 نوعا كلها من الطيور الجارحة.

## الوصف
الصقريات طيور جارحة صغيرة الحجم أو متوسطة، وهي تتراوح في الحجم من الصغير كالصقر أسود الفخذ (Microhierax fringillarius)، والذي قد يصل وزنه إلى 35 غراما فقط، إلى الكبير كالسنقر (Falco rusticolus)، والذي قد يصل وزنه إلى 1735 غراما.
للصقريات مناقير قوية ومعكوفة، ومخالب حادة ومنحنية، وبصر قوي جدا. ريشها[ ؟ ] يتكون عادة من الألوان: البني والأبيض[ ؟ ] والكستنائي والأسود[ ؟ ] والرمادي، وهناك اختلاف بسيط بين ريش الإناث وريش الذكور، إلا أن هناك أنواع قليلة تظهر اختلافات كبيرة وهو ما يعرف بمثنوية الشكل الجنسية.
تختلف الصقريات عن غيرها من صقريات الشكل في أنها تقتل فريستها بمنقارها وليس بأقدامها ومخالبها، وقد خُلق لها سنّ على جانب منقارها لهذا الغرض.

## التوزيع والموطن
تتوزع الصقريات حول العالم في عدة مواطن، وهي تغيب فقط عن الغابات الكثيفة في وسط أفريقيا وبعض الجزر المحيطية النائية والقطب الشمالي المرتفع والقطب الجنوبي، وبعض الأنواع لها انتشار كبير جدا، لا سيّما صقر الشاهين عالمي الانتشار، إذ ينتشر هذا الصقر في المساحات الشاسعة المحصورة بين جرينلاند وفيجي، وهو بذلك له أكبر موطن طبيعي بين الطيور كلها، وهناك أنواع أخرى محدودة الانتشار، خصوصا تلك التي تعيش في الجزر مثل عوسق موريشيوس (Falco punctatus) الذي يعيش في جزيرة موريشيوس في المحيط الهندي.

## الغذاء
الصقريات حيوانات لاحمة، تتغذى على الطيور والثديات الصغيرة والزواحف والحشرات والجيف، وبعض أنواع الصقريات متخصصة، فالصقر الضاحك مثلا متخصص بصيد الأفاعي، وبعض الأنواع الأخرى عامة الاصطياد غير متخصصة.

## التصنيف

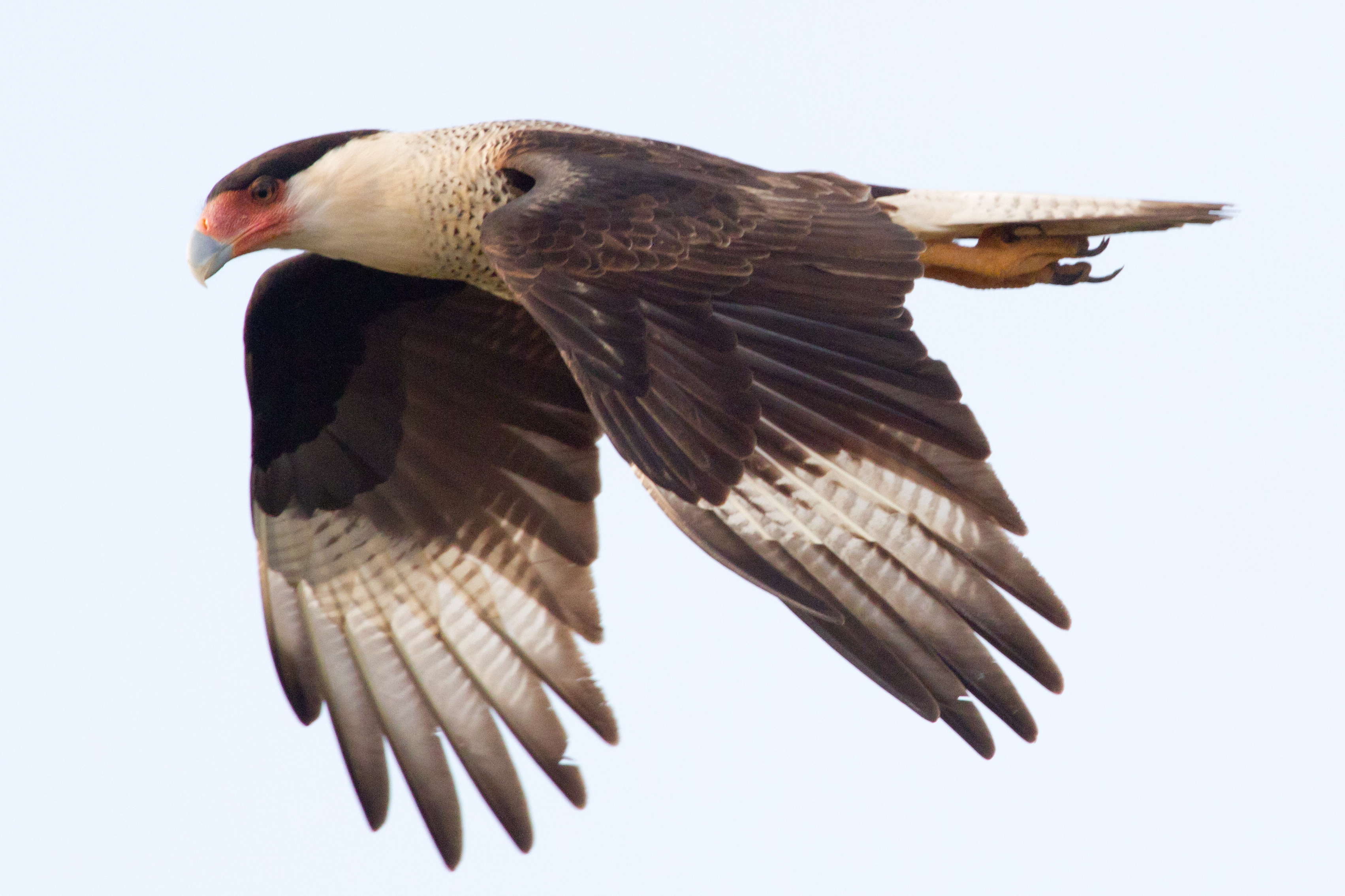
طائر الأشبور

تضم فصيلة الصقريات مجموعة من الأجناس هي:
- Daptrius ، أشبور أسود (Daptrius ater).
- Ibycter ، أشبور أحمر الحلق (Ibycter americanus).
- Phalcoboenus ، يضم 4 أنواع، مثل كركار الجبال (Phalcoboenus megalopterus).
- Caracara ، يضم نوعين حيين ونوعا منقرضا، مثل الكركار الشمالي (Caracara cheriway).
- Milvago ، يضم نوعين، مثل الكركار أصفر الرأس (Milvago chimachima).
- Herpetotheres ، الصقر الضاحك (Herpetotheres cachinnans).
- Micrastur ، يضم 7 أنواع، مثل صقر الغابة المخطط (Micrastur gilvicollis).
- Spiziapteryx ، الصقر مرقط الجناح (Spiziapteryx circumcincta).
- Polihierax ، يضم نوعين، مثل الصقر القزم (Polihierax semitorquatus).
- Microhierax ، يضم 5 أنواع، مثل صقر الفلبين (Microhierax erythrogenys).
- Falco ، يضم 37 نوعا، مثل السنقر (Falco rusticolus).